# Боднарчук Петро Іванович
Боднарчук Петро Іванович (нар. 16 березня 1934; Солотвин (смт), УРСР — 29 березня 1989; Львів) — радянський математик українського походження, доктор фізико-математичних наук.

## Життєпис
Народився 16 березня 1934 року у с. Солотвин, нині смт. Богородчанського району Івано-Франківської області.
У 1955 році закінчив Станіславський педагогічний інститут (нині — Прикарпатський національний університет імені Василя Стефаника).
У 1957—1964 роках працював викладачем Івано-Франківського педагогічного інституту, від 1966 року — у Львівському політехнічному інституті (зараз — Національний університет «Львівська політехніка»). Працював аспірантом, старшим викладачем кафедри вищої математики. У 1974 році отримав вчене звання — доцент. Від 1976 року працював завідувачем кафедри обчислювальної математики й програмування.
У 1989 році отримав науковий ступінь — доктор фізико-математичних наук.
Помер 29 березня 1989 року у Львові.

## Напрям наукових досліджень
Теорія та застосування гіллястих ланцюгових дробів.

## Наукові публікації
1. Решение уравнений с нелинейными операторами методом цепных дробей. Л., 1969
2. Гіллясті ланцюгові дроби та їх застосування. К., 1974;
3. Некоторые преобразования ветвящихся цепных дробей. К., 1975;
4. Численные методы устойчивой линейной коррекции. Л., 1985.